# Liste der staatlichen berufsbildenden Schulen in Hamburg
Die Liste der staatlichen berufsbildenden Schulen enthält alle staatlichen berufsbildenden Schulen, die aktuell in Hamburg bestehen. Mit Stand des Schuljahrs 2020/21 waren das 31 Schulen, die unter ihrem Dach verschiedene berufliche Schulformen (Berufsschule, Berufsfachschule, Berufsvorbereitungsschule, Fachoberschule, Berufsoberschule inkl. Höhere Handelsschule, Berufliches Gymnasium/Wirtschaftsgymnasium und Fachschule) anbieten.
Nicht verzeichnet sind in dieser Liste private berufsbildende Schulen und weitere Schulformen, die auf anderem Weg zu einem Berufsabschluss führen.

## Organisation
Das Hamburger Institut für Berufliche Bildung (HIBB) ist ein Landesbetrieb im Geschäftsbereich der Behörde für Schule und Berufsbildung. Das HIBB entstand Anfang 2007 durch Ausgliederung des vormaligen Amtes für Berufsbildung und umfasst die 31 staatlichen berufsbildenden Schulen der Hansestadt mit rund 3.000 Mitarbeitern und rund 50.000 Schülern. Ungeachtet der organisatorischen und wirtschaftlichen Eigenständigkeit ist das HIBB ein rechtlich unselbstständiger Teil der Verwaltung der Freien und Hansestadt und nimmt zudem als einziger Hamburger Landesbetrieb ministerielle Aufgaben wahr: Es übt die Rechts- und Fachaufsicht über die berufsbildenden Schulen  sowie die Dienstaufsicht über die Schulleiterinnen und Schulleiter aus und ist Oberste Landesbehörde nach dem Berufsbildungsgesetz (BBiG), der Handwerksordnung (HwO) sowie nach dem Aufstiegsfortbildungsförderungsgesetz (AFBG).
Seit 2013 wurden die zuvor 44 nach Sektoren gegliederten Schulen (Gewerbeschulen, Handelsschulen, Fachschulen für Sozialpädagogik u. a.) neu geordnet und zu 31 neuen Schulen zusammengefasst.

## Berufsbildende Schulen
| Kürzel | Name                                                                                       | Vorgänger | Stadtteil       | Adresse                   | Bild           |
| ------ | ------------------------------------------------------------------------------------------ | --- | --------------- | ------------------------- | -------------- |
| BS 01  | Berufliche Schule Anckelmannstraße                                                         | Berufliche Schule für Handel und Verwaltung Anckelmannstraße (H 1) und Berufliche Schule an der Alster (H 11)                                                                                 | Borgfelde       | Anckelmannstraße 10       | weitere Bilder |
| BS 02  | Berufliche Schule für Wirtschaft und Handel Hamburg-Mitte                                  | Staatliche Handelsschule Altona (H 6) und Berufliche Schule Eppendorf (H 13) | Borgfelde       | Anckelmannstraße 10       | weitere Bilder |
| BS 03  | Staatliche Gewerbeschule Gastronomie und Ernährung                                         | vormals G11 | Hohenfelde      | Angerstraße 4 und 33      | weitere Bilder |
| BS 04  | Berufliche Schule Stahl- und Maschinenbau                                                  | vormals G1 | Hohenfelde      | Angerstraße 7–11          | weitere Bilder |
| BS 05  | Staatliche Handelsschule Berliner Tor                                                      | | St. Georg       | Bei der Hauptfeuerwache 1 | weitere Bilder |
| BS 06  | Berufliche Schule Chemie, Biologie, Pharmazie, Agrarwirtschaft                             | vormals G13 | Bergedorf       | Billwerder Billdeich 614  | weitere Bilder |
| BS 07  | Berufliche Schule Wirtschaft, Verkehrstechnik und Berufsvorbereitung – Bergedorf           | Staatliche Gewerbeschule Verkehrstechnik, Arbeitstechnik, Ernährung (G 20) und Berufliche Schule für Büro- und Personalmanagement Bergedorf (H 17)                                            | Bergedorf       | Billwerder Billdeich 620  | weitere Bilder |
| BS 08  | Staatliche Gewerbeschule Bautechnik                                                        | Vormals G19, normaler Standort Billwerder Billdeich 622. Der Standort wird ab 2021 saniert, während der Bauzeit ist die Berufsschule an die Wendenstraße 166 in Hammerbrook gezogen.          | Hammerbrook     | Wendenstraße 166          | weitere Bilder |
| BS 09  | Berufliche Schule für Logistik, Schifffahrt und Touristik                                  | vormals H14, dann BS20 | Neustadt        | Holstenwall 14–17         | weitere Bilder |
| BS 10  | Berufliche Schule Gesundheit Luftfahrt Technik                                             | vormals G15, auxch GELUTEC genannt | Borgfelde       | Brekelbaums Park 10       | weitere Bilder |
| BS 11  | Berufliche Schule für Banken, Versicherungen und Recht mit Beruflichem Gymnasium St. Pauli | vormals Staatliche Handelsschule mit Wirtschaftsgymnasium Weidenstieg (H 5), Wirtschaftsgymnasium St. Pauli (H 16) und Staatliche Handelsschule mit Wirtschaftsgymnasium Kieler Straße (H 19) | St. Pauli       | Budapester Straße 58      | weitere Bilder |
| BS 12  | Berufliche Schule Burgstraße                                                               | Staatliche Schule Gesundheitspflege (W 1) und Berufliche Schule Burgstraße (W 8) | Borgfelde       | Burgstraße 33–35          | weitere Bilder |
| BS 13  | Berufliche Schule Anlagen- und Konstruktionstechnik am Inselpark                           | Berufliche Schule William Lindley (G 2) und Staatliche Gewerbeschule Metalltechnik mit Technischem Gymnasium (G 17)                                                                           | Wilhelmsburg    | Dratelnstraße 24          | weitere Bilder |
| BS 14  | Berufliche Schule ITECH Elbinsel Wilhelmsburg                                              | vormals G18 | Wilhelmsburg    | Dratelnstraße 26          | weitere Bilder |
| BS 15  | Berufliche Schule für medizinische Fachberufe auf der Elbinsel Wilhelmsburg                | vormals W4 | Wilhelmsburg    | Dratelnstraße 28          | weitere Bilder |
| BS 16  | Berufliche Schule Fahrzeugtechnik                                                          | vormals G9 | Hamm            | Ebelingplatz 9            | weitere Bilder |
| BS 17  | Berufliche Schule für Medien und Kommunikation                                             | Berufliche Medienschule Hamburg-Wandsbek (H 8 und G 5) und Staatliche Fremdsprachenschule (H 15)                                                                                              | Wandsbek        | Eulenkamp 46              | weitere Bilder |
| BS 18  | Berufliche Schule Hamburg-Harburg                                                          | Fusion von Staatlicher Handelsschule mit Beruflichem Gymnasium Harburg (H 10) und Staatlicher Schule Sozialpädagogik Harburg (W 5)                                                            | Eißendorf       | Göhlbachtal 38            | weitere Bilder |
| BS 19  | Berufliche Schule Farmsen Medien Technik                                                   | vormals G16 | Farmsen-Berne   | Hermelinweg 8             | weitere Bilder |
| BS 21  | Staatliche Fachschule für Sozialpädagogik Altona                                           | vormals FSP2 | Altona-Altstadt | Max-Brauer-Allee 134      | weitere Bilder |
| BS 22  | Berufliche Schule Energietechnik Altona                                                    | vormals G10 | Ottensen        | Museumstraße 19           | weitere Bilder |
| BS 23  | Berufliche Schule für Sozialpädagogik – Anna-Warburg-Schule                                | vormals Berufliche Schule Niendorf (W3) | Niendorf        | Niendorfer Marktplatz 7a  | weitere Bilder |
| BS 24  | Berufliche Schule Eidelstedt                                                               | vormals Staatliche Berufsschule Eidelstedt (G12) | Eidelstedt      | Reichsbahnstraße 53       | weitere Bilder |
| BS 25  | Berufliche Schule Holz, Farbe, Textil                                                      | vormals G6 | Barmbek-Süd     | Richardstraße 1           | weitere Bilder |
| BS 26  | Berufliche Schule für Wirtschaft Hamburg-Eimsbüttel                                        | Staatliche Handelsschule mit Wirtschaftsgymnasium Schlankreye (H 3) und Berufliche Schule für Wirtschaft und Steuern (H 12)                                                                   | Eimsbüttel      | Schlankreye 1             | weitere Bilder |
| BS 27  | Berufliche Schule gewerbliche Logistik und Sicherheit                                      | Staatliche Gewerbeschule Werft und Hafen (G 7) und Berufliche Schule Recycling- und Umwelttechnik (G 8), bis 2019 in der Wohlwillstraße 46                                                    | Hammerbrook     | Wendenstraße 268          | weitere Bilder |
| BS 28  | Berufliche Schule City Nord                                                                | Berufliche Schule für Wirtschaft und IT City Nord (H 7) und Berufliche Schule Bramfelder See (H 20)                                                                                           | Winterhude      | Tessenowweg 3             | weitere Bilder |
| BS 29  | Berufliche Schule Uferstraße                                                               | vormals W2 | Barmbek-Süd     | Uferstraße 9–10           | weitere Bilder |
| BS 30  | Staatliche Fachschule für Sozialpädagogik – Fröbelseminar                                  | vormals FSP1 | Barmbek-Süd     | Wagnerstraße 60           | weitere Bilder |
| BS 31  | Berufliche Schule Am Lämmermarkt                                                           | | St. Georg       | Wallstraße 2              | weitere Bilder |
| BS 32  | Berufliche Schule An der Landwehr                                                          | vormals H9, bis Anfang 2021 in der Wendenstraße 166 in Hammerbrook | Borgfelde       | Hinrichsenstraße 35       | weitere Bilder |